# بت آنلاین
بت آنلاین یک شرکت قمار آنلاین است که شرط‌بندی‌های ورزشی، بازی‌های کازینو و شرط‌بندی در مسابقات اسب دوانی را ارائه می‌دهد. مدیرعامل این شرکت نیز  ادی رابینز است. طبق گزارش کاسینو سیتی، در سال ۲۰۰۶، بت آنلاین با توجه به کل ترافیک دریافتی، در بین ۶۰ بنگاه ورزشی آنلاین، مسابقه و مبادلات شرط‌بندی قرار گرفت. این سایت حداقل از سپتامبر ۲۰۰۴ قابل بهره‌برداری است.

## نوآوری‌ها
در سال ۲۰۰۹ ، این شرکت اولین شرط بندی از قله کوه اورست را پذیرفت و انجام داد. این تیم با استخدام یک کوهنورد کهنه‌کار ، تیم ریپل ، وعده داده بود تا پس از موفقیت در اوج و ثبت شرط در سایت ، ۲۰٬۰۰۰ دلار به خیریه محبوب (همانطور که توسط رای دهندگان در فیس بوک و توییتر انتخاب شده است) اهدا کند.  در حالی که تیم کوهنوردی قادر به شرط بندی از قله نبود ، یک شرط بندی در ۱۸ مه ۲۰۰۹ (به وقت محلی) از "پایگاه پایه 4" در ۲۶۰۰۰ پای بالاتر از سطح دریا قرار گرفت. شرط بندی که برنده شد ، شرط می بندد که لس آنجلس لیکرز در بازی 7 مرحله نیمه‌نهایی کنفرانس غربی NBA  مقابل تیم هیوستون پیروز می‌شود. BetOnline بلافاصله ۲۰٬۰۰۰ دلار به سه خیریه برتر اهدا کرد.

## تغییر دامنه
دامنه سایت از Betonline.com به Betonline.ag  تغییر رده البته هنوز دامنه‌ی قدیمی در مناطق محلی شرکت قابل دسترسی است .

## رسوایی بلک جک لایو
در سال ۲۰۱۸ویدویی منتشر شد که نشان می‌داد دست‌هایی درتعویض کارت ها نقش‌دارند به دلیل این رسوایی ، در تاریخ 18 فوریه 2017 ، BetOnline به طور رسمی به روابط خود با شخص ثالث با فروشندگان تجارت جهانی Global Gaming Labs پایان داد